# Antitrogus nox
Antitrogus nox är en skalbaggsart som beskrevs av Britton 1978. Antitrogus nox ingår i släktet Antitrogus och familjen Melolonthidae. Inga underarter finns listade i Catalogue of Life.